# Округ Хартли (Тексас)
Округ Хартли (енгл. Hartley County) је округ у америчкој савезној држави Тексас. По попису из 2010. године број становника је 6.062.

## Демографија
Према попису становништва из 2010. у округу је живело 6.062 становника, што је 525 (9,5%) становника више него 2000. године.
| Група             | 2000.         | 2010.         |
| Белци             | 4.270 (77,1%) | 4.111 (67,8%) |
| Афроамериканци    | 451 (8,1%)    | 418 (6,9%)    |
| Азијати           | 15 (0,3%)     | 29 (0,5%)     |
| Хиспаноамериканци | 758 (13,7%)   | 1.448 (23,9%) |
| Укупно            | 5.537         | 6.062         |